# ۲۱۱۲ (آلبوم)
۲۱۱۲ (به انگلیسی: 2112) (توئنی وان توئلو خوانده می‌شود) آلبوم استودیویی اثر گروه راک کانادایی راش است که در ۱۹۷۶ عرضه شد. آلبوم ۲۱۱۲، قطعه هفت قسمتی با همین نام را در بردارد که توسط گدی لی و الکس لایفسن نوشته شده‌است ومتن شعر آن‌را نیل پیرت نوشته است. این ترانه، داستانی در مورد پادآرمانشهری را در سال ۲۱۱۲ روایت می‌کند. از آلبوم گاهی به عنوان آلبوم مفهومی یاد می‌شود؛ البته ترانه‌های قسمت دوم ترانه ارتباطی با بخش اول ندارند. راش از چنین چیدمانی در آلبوم نیمکره (۱۹۷۸) نیز استفاده کرده‌است.
۲۱۱۲ یکی از دو آلبوم گروه است که در فهرست ۱۰۰۱ آلبومی که باید پیش از مرگ بشنوید قرار گرفته (به همراه تصویرهای متحرک). در طی یک نظرسنجی که پلنت راک انجام داد، خوانندگان آلبوم را به عنوان برترین آلبوم راش برگزیدند. در سال ۲۰۱۲، خوانندگان رولینگ استون راش را به عنوان دومین آلبوم محبوب پراگرسیو راک انتخاب کردند.
تعدادی از اجراهای گروه در تورنتو، به هنگام اجرای تور ۲۱۱۲، ضبط شده و با نام تمام دنیا یک صحنه است عرضه شدند. نسخه دلوکس نیز آلبوم در ۲۰۱۲ بر روی سی‌دی و بلو-ری عرضه شد که در آن تمام ترانه‌ها بار دیگر ریمستر شده و سه ترانه از اجراهای زنده گروه در آلبوم جای گرفته بود.

## بازخورد
| بررسی انتقادی | بررسی انتقادی |
| منبع          | رتبه‌بندی      |
| ------------- | ------------- |
| آل‌میوزیک      | [ ۱ ]         |
| آمازون.کام    | [ ۲ ]         |
| میوزیک امیشنز | (مطلوب)       |
| رولینگ استون  | (دلوکس)       |

- ۲۱۱۲ در فهرست «۱۰ آلبوم کلاسیک پراگرسیو» آی‌جی‌ان قرار گرفت.[۵]
- در نظرسنجی که رولینگ استون آن را ترتیب داد، خوانندگان آلبوم را به عنوان دومین آلبوم محبوب پراگرسیو راک برگزیدند.[۶]
- گرگ پراتو، منتقد آل‌میوزیک، به آلبوم امتیاز ۴٫۵ از ۵ داد و آن‌را اینگونه توصیف نمود: «۲۱۱۲ در ۱۹۷۶ موفقیت تجاری بسیاری کسب کرد و محبوبیت زیادی برای راش کسب نمود.»[۱]

## فهرست آهنگ‌ها
| سمت نخست | سمت نخست | سمت نخست                                               |
| شماره    | نام      | مدت                                                    |
| -------- | -------- | ------------------------------------------------------ |
| ۱.       | بی‌نام    | ۲۰:۳۴ - ۴:۳۳ - ۲:۱۲ - ۳:۲۹ - ۳:۴۳ - ۲:۰۰ - ۲:۲۱ - ۲:۱۷ |

| سمت دوم | سمت دوم            | سمت دوم |
| شماره   | نام                | مدت     |
| ------- | ------------------ | ------- |
| ۲.      | بی‌نام              | ۳:۳۲    |
| ۳.      | بی‌نام              | ۳:۱۶    |
| ۴.      | بی‌نام (لایفسن)     | ۳:۵۱    |
| ۵.      | بی‌نام (لی)         | ۳:۳۰    |
| ۶.      | بی‌نام (موسیقی: لی) | ۳:۵۹    |

## دست‌اندرکاران
راش
- گدی لی – خواننده، گیتار باس، کیبوردها
- الکس لایفسن – گیتار الکتریک و گیتار آکوستیک
- نیل پیرت – درامز، پرکاشن

نوازندگان اضافی
- هیوج سیمی – «ای‌پی‌آر اودیسی» در مقدمه '۲۱۱۲'، میلوترون در "اشک‌ها"